# Qigong
Qigong eller Qi Gong 氣功 (tidligere skrevet Chi Kung) er en fællesbetegnelse for et væld af kinesiske helbredsøvelser. Tidligere var der få navngivne systemer, men i dag er der adskillige hundrede navngivne systemer. Qigong udøves for at opbygge kroppens indre energi, på kinesisk kaldet qi 氣, deraf navnet Qigong som betyder energiøvelser. Qigong er i dag udbredt i store dele af verden. I Danmark har Qigong været udøvet siden slutningen 1960’erne.
Kinesere har traditionelt været meget optaget af metoder til at vedligeholde helbredet, og hver morgen før arbejdstid træner millioner Qigong, Tai Chi og andre systemer i alle Kinas parker.

## Oprindelse
I 1973 fandt arkæologer seks tekster i en grav i Mawangdui i Hunanprovinsen, der beskrev teknikker til at opbygge kroppen og helbredet. Teksterne handlede om yang sheng 養生, at nære livet, et udtryk der første gang kendes i den meget tidlige daoistiske tekst Zhuang Zi. De omfattede både meditation, diæt, seksualteknikker og fysiske øvelser. Disse fysiske øvelser blev kaldt Daoyin 導引, at lede (den indre energi ved at) strække (lemmerne). Vi kan ikke være sikre på, at Daoyin var ét bestemt system, måske var det blot en betegnelse for den type helseøvelser, ligesom Qigong er en fællesbetegnelse i dag. Vi kan blot konstatere, at udtrykket senest stammer fra den tid, Zhuang Zi blev skrevet De Krigende Staters Periode (475-221 fvt.). Denne form for øvelser udvikledes gennem tiden, og blev en vigtig del af daoismen . Disse teknikker blev fra den sidste del af Mingdynastiet ikke længere alene betragtet som taoisme , men snarere som discipliner på linje med den lærdes dyder, ligesom digtning og kalligrafi. 
Både kinesiske og vestlige bøger om Qigong har forsøgt på at trække en direkte forbindelse fra moderne Qigong-systemer tilbage til Tang- og Handynastiet.

## Principper
Der er ikke tvivl om, at moderne Qigong bygger på principper, der stammer tilbage fra Kinas oldtid. En del Qigongøvelser ligner øvelser fra Mawangduiteksterne, så kinesiske helbredsøvelser har et traditionelt slægtskab på det helt overordnede plan. For eksempel er der ikke mange kinesiske helbredsøvelser, der udføres siddende eller liggende som i indisk Yoga; kinesiske øvelser udføres stående, som det ses af øvelserne i både Daoyin Tu, de fleste moderne former for Qigong og i Taijiquan. Bevægelserne i både gamle og moderne discipliner imiterer ofte drage, slange, trane og tiger.

## Eksempler på Qigongsystemer
Qigong er generelt velanset af regeringen i Kina og der undervises i statsligt regi. Dog er Falun Gong, Buddhas Hjul faldet i unåde hos den kinesiske regering, der forbød det i 1999 som en farlig sekterisk bevægelse med et politisk/religiøst formål. Andre eksempler på Qigongsystemer er: Hvid Trane, Jernskjorte, Ild-Drage, Otte Brokader, Trække Silke, Vild Gås, Fem Dyr; og de øges år for år.

## Eksterne kilder
- Youtube videoklip: Otte brokader og De Fem Dyr